# Caerostris cowani
Caerostris cowani là một loài nhện trong họ Araneidae.
Loài này thuộc chi Caerostris. Caerostris cowani được Arthur Gardiner Butler miêu tả năm 1882.